# Catalijn Claes
Catalijn Claes is het pseudoniem van Friedaricha Godhelphine Vader-Kramer, (Kleine Sluis, 4 juli 1932) is een Nederlands schrijfster van historische streek- en volksromans voornamelijk gesitueerd in het protestants milieu. Een aantal van haar boeken is ook op e-boek en in braille verschenen.